# Política de las paralelas
La política de las paralelas fue un intento decidido entre los integrantes de la Unión Cívica Nacional, encabezada por Bartolomé Mitre y la Unión Cívica Radical, liderada por Bernardo de Irigoyen para crear una oposición que pudiera hacer frente a la candidatura de Julio Argentino Roca, en las elecciones de 1898. De acuerdo con esta política, se postularía a Bernardo de Irigoyen como presidente de la Nación, y a Emilio Mitre como candidato a gobernador de la provincia de Buenos Aires. El 15 de agosto de 1897, se realiza un acto público en la plaza Libertad, en repudio a la reelección de Roca (quien había sido presidente entre 1880 y 1886, y era el jefe indiscutido del régimen conservador). 
Si bien esta posición de fórmulas paralelas fue aprobada por la Convención Nacional de la Unión Cívica Radical el 6 de septiembre de 1897, Hipólito Yrigoyen se opuso, produciéndose una fractura dentro de la UCR: los seguidores de Bernardo de Irigoyen, constituirán la UCR Moderada, mientras que los partidarios de Hipólito Yrigoyen crearán la UCR intransigente.
Luego de los comicios, y de la victoria de Roca, los moderados irán desapareciendo, absorbidos por el Partido Autonomista Nacional, o volcados hacia la posición intransigente. La "política de las paralelas", provocó la división en la oposición, que le permitiría a Roca obtener la mayoría que lo ubicaría por segunda vez en la presidencia de la Nación.